# Danza de las espadas de Cabezas Rubias
La danza de las espadas de Cabezas Rubias, también conocida como danza de San Sebastián, es una de las llamadas danzas rituales onubenses, desarrollada en la localidad de Cabezas Rubias, en la provincia de Huelva, España.
Se trata de una danza ritual en honor a San Sebastián, patrón de Cabezas Rubias, ejecutada durante la procesión de San Sebastián (el 20 de enero) y en los actos rituales de la Romería de San Sebastián (el día del pregón, el primer domingo de mayo; y el día de la romería, celebrado el segundo domingo de mayo).
La danza, interpretada con espadas de forja artesana, la realiza un número impar de entre siete o nueve danzantes denominados «lanzaores» entre los que destaca el «guía» y el «rabeador». Entre las mudanzas o figuras interpretadas destacan el «arco», la «ola», el «coro» o la «rosca» y la «cadena».
Los símbolos que identifican a la danza son: San Sebastián, la indumentaria, las espadas y mudanzas. Durante la procesión de San Sebastián es importante la iglesia de Nuestra Señora de la Consolación, la Plaza y las calles por las que discurre la procesión: Iglesia, Álamo, Fuente, Coso, Cerro, Santo, Rincón y Ejido del Oeste. Durante la romería el ámbito es la ermita de San Sebastián y su entorno (Cabezo de Buitrón).